# Ivo Badalić
Ivo Badalić (Zagreb, 12. lipnja 1890. – Zagreb, 20. studenoga 1937.), hrvatski glumac i redatelj 

## Životopis
Bio je član zagrebačke Drame, potom u Splitu i Osijeku. Sudjelovao je u snimanju prvih hrvatskih igranih filmova ("Matija Gubec", "Dama sa crnom krinkom", "Brišem i sudim"). Značajnija glumačka ostvarenja ostvario u Shakespearovim i Krležinim djelima.  

## Filmografija
- "Gospođa sa suncokretom" (1918.) (mađ. A napraforgós hölgy) - snimljen na lokacijama u Hrvatskoj, po scenarijima Ivána Siklósija i Iva Vojnovića
- "Brišem i sudim" (1919.)
- "Dama sa crnom krinkom" (1919.)
- "Matija Gubec" (1919.)

## Vanjske poveznice
- Ivo Badalić u internetskoj bazi filmova IMDb-u (engl.)